# Münkershütten
Münkershütten war eine von sieben Hüttensiedlungen Weidenaus und später Teil dieser Gemeinde im nördlichen Siegener Stadtgebiet im Kreis Siegen.
1475 wurde Münkershütten als Geburtsort der Frau des späteren Besitzers des Dielman Monckershammer, der späteren Münkershütte genannt. Münkershütten ist überwiegend evangelisch geprägt, zwischen 1711 und 1743 jedoch katholisch. 1861 lebten 170 Menschen im Ort. Zum 1. Dezember 1885 hatte Münkershütten 208 Einwohner. Durch „Allerhöchsten Erlaß“ des deutschen Kaisers Wilhelm II. wurde 1888 festgelegt, „daß die die Gemeinde Weidenau, im Kreis Siegen, bildenden Ortstheile Haardt, Fickenhütten, Schneppenkauten, Münkershütten, Müßnershütten, Meinhardt und Weidenau unter Wegfall der bisherigen Bezeichnung für die einzelnen Ortstheile fortan einheitlich den Namen ‘Weidenau’ führen“ sollten.